# Avenue Marc-Sangnier
L’avenue Marc-Sangnier est une voie du 14e arrondissement de Paris, en France.

## Situation et accès
L'avenue Marc-Sangnier est une voie publique située dans l'extrémité sud du 14e arrondissement de Paris, entre le boulevard périphérique et les boulevards des Maréchaux (boulevard Brune). Suivant un axe ouest-est, elle débute place de la Porte-de-Vanves  et se termine au 14, avenue Georges-Lafenestre. Elle se prolonge à l'est sur l'avenue Maurice-d'Ocagne.
La station de métro la plus proche est Porte de Vanves sur la ligne 13.

## Origine du nom

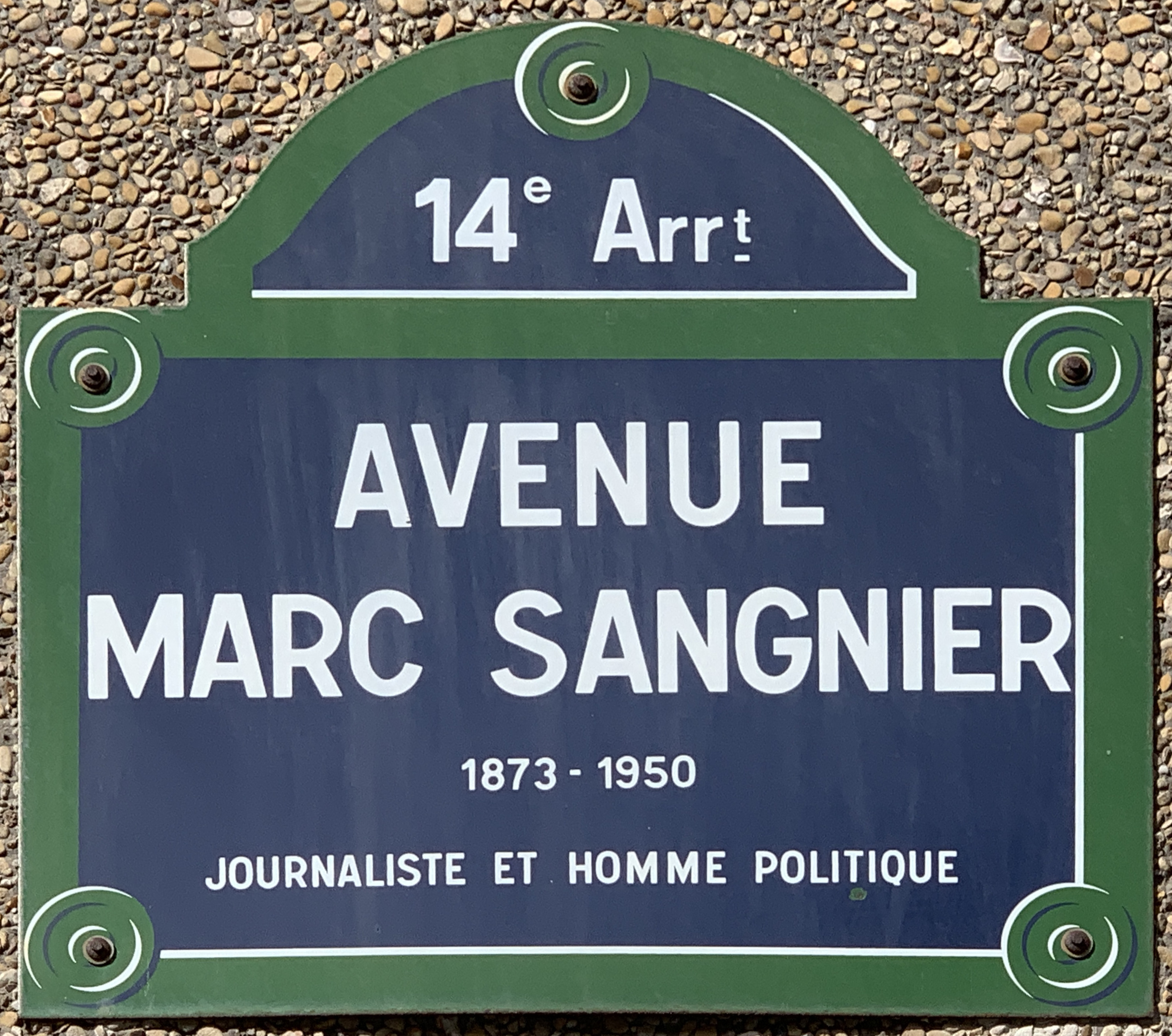
Plaque de l'avenue.

La voie a reçu le nom de Marc Sangnier (1873-1950, né et mort à Paris), journaliste et homme politique français, par arrêté du 13 mars 1956.

## Historique
L'avenue a été ouverte en 1956 par la ville de Paris dans la Zone non ædificandi située sur l’ancien territoire de Malakoff et annexée à Paris par décret du 3 avril 1925 et prend sa dénomination par arrêté du 13 mars 1956.
Dans la partie entre l’avenue Georges-Lafenestre et l’avenue Marc-Sanguier se tient le marché aux puces de la Porte de Vanves qui fonctionne les samedis et dimanches de 7 h à 14 h.

## Bâtiments remarquables et lieux de mémoire
- No 20 : théâtre 14 Jean-Marie Serreau.